# اچ‌ام‌ای‌اس وایالا (اف‌سی‌پی‌بی ۲۰۸)
اچ‌ام‌ای‌اس وایالا (اف‌سی‌پی‌بی ۲۰۸) (به انگلیسی: HMAS Whyalla (FCPB 208)) یک کشتی است که طول آن ۱۳۷٫۶ فوت (۴۱٫۹ متر) می‌باشد.